# Eska Music Awards 2014
Eska Music Awards 2014 byl třináctý ročník udílení cen Eska Music Awards, který se konal 22. srpna 2014 v polském Štětíně. Ceny byly vysílány živě na TVP1 a moderátorem byl Krzysztof „Jankes” Jankowski ve společnosti modelek – Pauliny Tumali a Malwiny Ciszewské.

## Vítězové a nominovaní
| Nejlepší zpěvačka                                                      | Nejlepší zpěvák |
| ---------------------------------------------------------------------- | --- |
| - Sylwia Grzeszczak - Cleo - Ewelina Lisowska - Ewa Farna              | - Mrozu - Bob One - Mesajah - Bednarek |
| Nejlepší skupina                                                       | Největší hit |
| - LemON - Piersi - Jamal - Red Lips                                    | - Donatan a Cleo – „My Słowianie” - Mesajah a Bednarek – „Szukając szczęścia” - Bob One a Bas Tajpan – „Daj z siebie wszystko” - Grzegorz Hyży a Tabb –„Na chwilę” |
| Nejlepší rádiový debut                                                 | Eska TV Award – nejlepší videoklip |
| - Grzegorz Hyży - Cleo - Patryk Kumór - Najlepszy Przekaz w Mieście    | - Mrozu a Sound’n’Grace – Nic do stracenia - Donatan a Cleo – My Słowianie - Donatan a Cleo feat. Sitek – Cicha woda - Margaret – Wasted                           |
| eskaGO Award – Najlepszy artysta w sieci                               | Zvláštní cena |
| - Donatan a Cleo - Dawid Kwiatkowski - Grzegorz Hyży - Dawid Podsiadło | - Agnieszka Chylińska |

## Vystupující
- Doda – „Wrecking Ball”, „Blurred Lines”, „I Love It” a „Roar”
- Piersi – „Bałkanica”
- Faul & Wad Ad – „Changes”
- Mrozu feat. Sound’n’Grace – „Nic do stracenia”
- Sylwia Grzeszczak – „Księżniczka”
- Ewa Farna – „Znak”
- Fly Project – „Toca Toca”
- Grzegorz Hyży – „Na chwilę”
- Elaiza – „Is It Right”
- Red Lips – „Love Me Again” a „To co nam było”
- Ewelina Lisowska – „We mgle”
- Agnieszka Chylińska – „Kiedy przyjdziesz do mnie”, „Winna” a „Nie mogę Cię zapomnieć”
- Donatan a Cleo – „My Słowianie” a „Cicha woda”
- Kasia Popowska – „Przyjdzie taki dzień”
- Enej – „Lili” a „Symetryczno-liryczna”
- Chlöe Howl – „Rumour”
- Najlepszy Przekaz w Mieście – „Zawsze do celu”
- Mesajah – „Szukając szczęścia”
- Margaret – „I Follow Rivers” a „Wasted”